# Werner Wilhelm Jaeger
Werner Wilhelm Jaeger (Lobberich, Alemania; 30 de julio de 1888 - Boston, Estados Unidos; 19 de octubre de 1961) fue un filólogo clásico germano-estadounidense, exiliado en los Estados Unidos, especialista en la obra de Aristóteles. Es reconocido por ser autor de Paideia.

## Biografía
Estudió en su ciudad natal y en el Gymnasium Thomaeum de Kempen; luego pasó a la Universidad de Marburgo. Se doctoró en la Universidad Humboldt de Berlín en 1911 con una tesis sobre la Metafísica de Aristóteles, publicada posteriormente bajo el título de Studien zur Entstehungsgeschichte der Metaphysik des Aristoteles, supervisada por Hermann Alexander Diels. Además de Diels, fue alumno de Ulrich von Wilamowitz-Moellendorff, Eduard Norden, Johannes Vahlen y el filósofo Adolf Lasson. Obtiene su «promoción» en 1912, y un año después su «habilitación», en la Universidad Humboldt de Berlín. 
Con solo veintiséis años asume en 1914 la cátedra de filología clásica en la Universidad de Basilea, misma cátedra que desde 1869 a 1879 había ocupado Friedrich Nietzsche. Un año después obtiene un puesto similar en Kiel, donde enseña durante seis años, siendo colega de Felix Jacoby y Julius Stenzel. En 1921 vuelve a la Universidad de Berlín para ocupar la cátedra de Wilamowitz. Durante sus años de docencia e investigación en Berlín, tuvo entre sus estudiantes a Richard Harder, Viktor Pöschl, Wolfgang Schadewaldt, Friedrich Solmsen y Richard Walzer. 
Por entonces, su obra sobre Aristóteles, sus artículos en la revista por él fundada en 1925, Die Antike —dedicada al arte y la cultura de la Antigúedad clásica, según rezaba en el subtítulo— , y su edición de la obra de uno de los padres de la Iglesia Capadocia Griega, Gregorio de Nisa o Niseno (Gregorii Nysseni Opera, 1921-1922), le habían hecho ya famoso.
Durante 1934 pasa un semestre en la Universidad Stanford como Sather Professor, donde imparte lo que serían las bases de su posterior libro sobre Demóstenes. En 1936 se ve forzado a emigrar de Alemania, al ser hostilizado por el régimen nazi tras haber contraído matrimonio en 1931 con una mujer judeo-alemana. El destino escogido fue Estados Unidos, país donde se radica desde entonces y hasta su muerte, acaecida en 1961, obteniendo la nacionalidad estadounidense en 1943. 
Desde 1936 hasta 1939 enseña en la Universidad de Chicago, asumiendo la cátedra de Paul Shorey. En 1939, y tras declinar el puesto Michael Rostovtzeff, pasa a la Universidad de Harvard, donde enseña por veintiún años y dirige el Harvard Institute for Classical Studies, ejerciendo una fuerte influencia, entre otros, sobre John H. Finley Jr. y Gilbert Highet. En 1960 se retira, siendo nombrado profesor emérito.
Fue fundador de la revista Gnomon (1925), de la cual fue editor hasta 1933, y fundador y director de la revista Die Antike (1925-1936) y de la serie Neue philologische Untersuchungen (1926-1937), en la que sus mejores estudiantes publicaban sus disertaciones. Pronunció las Gifford Lectures sobre The Theology of the Early Greek Philosophers (La teología de los primeros filósofos griegos) (1936). Desde 1952 dirigió la edición de la obra de Gregorio de Nisa publicada en Leiden.
Nombrado doctor honoris causa por las universidades de Mánchester (1926), Cambridge (1931), Harvard (1936), Atenas (1948), Tubinga (D. Theol., 1958) y del Swarthmore College (Penn.) (1961).
Jaeger revivió, durante la República de Weimar, el clasicismo de Winckelmann y Humboldt, en contra del intento crítico-filológico de Boeck y Wilamowitz. Quiso «liberar a la filología clásica de las prisiones de la historia para que volviese a andar por su propio pie». Partiendo de su especialidad como filólogo, Jaeger intentó revivir el interés por el humanismo clásico en la vida intelectual de Alemania, intento que llegó a ser conocido como «tercer humanismo» (tras el «primer humanismo» del Renacimiento, y el «segundo», desde la segunda mitad del siglo XVIII y comienzos del siglo XIX, surgido en Alemania de mano de la moderna filología clásica).
Es sobre todo conocido por su monumental Paideia: los ideales de la cultura griega (1933, 1943–44), donde examina el desarrollo educativo, intelectual y espiritual de la Antigua Grecia. Los libros I y II fueron editados en alemán en 1933 y tuvieron una segunda edición en 1936; la primera edición en español de estos libros fue en 1942; la traducción al español del libro III, publicada en 1944, fue hecha a partir del original alemán entonces inédito, lo mismo que la traducción del libro IV, publicado en 1945; la primera edición en español en un único volumen es de 1957 y la segunda de 1962.

## Obras
- Emendationum Aristotelearum specimen. Dissertatio inauguralis, 1911.
- Studien zur Entstehungsgeschichte der Metaphysik des Aristoteles, 1912.
- Nemesios von Emesa. Quellenforschungen zum Neuplatonismus und seinen Anfängen bei Poseidonios [tesis de habilitación], Berlín 1914.
- Humanismus und Jugendbildung [lección impartida el 27 de noviembre de 1920], 1921.
- Gregorii Nysseni Opera [edición], 1/11, 1921-1922.
- Aristoteles, Grundlegung einer Gesch. s. Entwicklung, 1923.
- Die griechische Staatsethik im Zeitalter des Plato [lección impartida el 18 de enero de 1924 en la Universidad de Berlín], 1924.
- Antike und Humanismus, 1925.
- Platons Stellung im Aufbau der griechischen Bildung, 1928.
- Paideia, Die Formung des griechischen Menschen, I, II, III, 1934-47.
- Humanistische Reden und Vortrage, 1937 [segunda edición mejorada, 1960].
- Demosthenes. The Origin and Growth of his Policy, 1938.
- Diokles von Karystos. Die griechische Medizin und die Schule des Aristoteles, 1938.
- Humanism and Theology. Aquinas Lecture of 1943, 1943.
- The Theology of the Early Greek Philosophers, The Gifford Lectures 1936, 1947.
- Humanismus. Zwei Aufsätze, 1947.
- Two Rediscovered Works of Ancient Christian Literature: Gregory of Nyssa and Macarius, 1954.
- Aristotelis Metaphysica [edición], 1957.
- Scripta minora, I-II, 1960.
- Early Christianity and Greek Paideia, 1961.
- Gregor von Nyssas Lehre von Heilige Geist, 1965.

### Ediciones en español
- Alabanza de la Ley: los orígenes de la filosofía del derecho y los griegos. Centro de Estudios Políticos y Constitucionales. 1982. ISBN 978-84-259-0660-2.
- Aristóteles. Fondo de Cultura Económica de España. 1993. ISBN 978-84-375-0336-3.
- Cristianismo primitivo y paideia griega. Fondo de Cultura Económica de España. 1995. ISBN 978-84-375-0370-7.
- Humanismo y teología. Ediciones Rialp. 1964. ISBN 978-84-321-0165-6.
- Paideia: Los ideales de la cultura griega. Fondo de Cultura Económica de España. 1990. ISBN 978-84-375-0195-6.
- Semblanza de Aristóteles. Fondo de Cultura Económica de España. 1998. ISBN 978-84-375-0471-1.
- La teología de los primeros filósofos griegos. Fondo de Cultura Económica de España. 1977. ISBN 978-84-375-0131-4.
- Demóstenes. Fondo de Cultura Económica de México. 1945.